# Abaújszántó
Abaújszántó är en stad och kommun i distriktet Gönc i provinsen Borsod-Abaúj-Zemplén i nordöstra Ungern. Kommunen har 2 697 invånare (2024), på en yta av 47,39 km². Abaújszántó ligger i det kända vindistriktet, Tokaj-Hegyalja, och är tillverkare av tokajerviner.